# Thomas Goad
Thomas Goad (* 1576 in Cambridge; † 8. August 1638 in Hadleigh) war ein Theologe der Church of England.

## Biografie
Thomas Goad war eines von zahlreichen Kindern des Leiters von King’s College in Cambridge, Roger Goad und dessen Ehefrau Katherine; und ebenso wie seine Brüder begann er seine Ausbildung im Eton College und wechselte dann zum King’s College, wo er 1596 den Grad des Bachelor, 1600 den des Magisters erwarb. Seine Ordination erfolgte 1606; 1615 wurde er zum Doktor der Theologie ernannt. Goad war für seine breite Bildung bekannt, ebenso, wie sein Vater, als strenger Calvinist. Der Erzbischof von Canterbury, George Abbot, förderte seine kirchliche Karriere. Als Bischof Joseph Hall krankheitsbedingt nicht mit der englischen Delegation zur Synode von Dordrecht reisen konnte, schlug er Thomas Goad als Delegierten an seiner Stelle vor. In Dordrecht vertrat Goad eine strikte Ablehnung des Arminianismus.
Thomas Goad erhielt 1620 eine Pfründe in Wolverhampton und im folgenden Jahr in Winchester. Ab 1627 wohnte er in Hadleigh. Er trat nun als kirchenpolitischer, dem Erzbischof nahestehender Autor hervor. Als Übersetzer von Werken des früheren römisch-katholischen Erzbischofs Antonio de Dominis änderte er dessen konziliante Positionen ab. Mehrere Publikationen Goads zielen auf Personen, die sich nicht in die Church of England eingliedern wollten (recusants). Wahrscheinlich war er an der Herausgabe der Friers Chronicle (1623) beteiligt, eines scharf antikatholischen Geschichtswerks, das auf hugenottischen Quellen beruhte. Mehrfach disputierte er mit Jesuiten, so 1623 mit John Fisher. Sein in Hadleigh verfasstes Hauptwerk Stimulus orthodoxus erschien erst postum (1661), denn es war theologisch brisant. Goad wandte sich darin gegen eine Prädestinationslehre, die den Geschöpfen keine Handlungsfreiheit lässt und so zum Fatalismus führt. Das war zwar mit den Lehrregeln von Dordrecht in Übereinstimmung zu bringen, entsprach aber viel besser dem in Dordrecht verurteilten Arminianismus.
Über eine Ehe und Kinder Goads ist nichts bekannt; als er 1638 in Hadleigh verstarb, hinterließ er jedenfalls weder Witwe noch Waisen, und als Haupterben bestimmte er seinen Bruder Matthew.